# Antoni Casamor
Antoni Casamor d'Espona —conocido también como el señor Antón— (Barcelona, 1907-Cerviá de Ter, 1979) fue un escultor español que desarrolló la mayor parte de su actividad en Cataluña.
Formado con Juan Núñez y Josep Dunyach, llegó a estudiar dibujo junto a Salvador Dalí. Su estilo novecentista en las artes se desarrolla de manera tardía, con claras influencias de Arístides Maillol. Centró su trabajo en la figura femenina y participó en diversas exposiciones en Madrid y Barcelona entre 1932 y 1935, con cierto éxito.
Tras el fallido golpe de Estado y el trágico paréntesis de la guerra civil española continuó su labor vinculado al grupo de la Promoción Mediterránea de Artistas Pintores y Escultores, llegando a participar en exposiciones colectivas en Berlín y Venecia en plena Segunda Guerra Mundial.
Además de las obras que realiza de manera individual y aislada, destaca su trabajo en la fachada de la catedral de Gerona, donde talla dos imágenes de san José y san Jaime.
Fue también un gran coleccionista de arte y de antigüedades. El conjunto de las piezas que recogió a lo largo de los años sirvió para crear la Fundación Casamor.